# Lucilia eximia
Lucilia eximia är en tvåvingeart som först beskrevs av Christian Rudolph Wilhelm Wiedemann 1819.  Lucilia eximia ingår i släktet Lucilia och familjen spyflugor. Inga underarter finns listade i Catalogue of Life.